# Camden (Tennessee)
Camden település az Amerikai Egyesült Államok Tennessee államában, Benton megyében, melynek megyeszékhelye is. Lakosainak száma 3674 fő (2020. április 1.).

## Népesség
A település népességének változása:

| 2010 | 3 582 |
| 2020 | 3 674 |